# Doddahonasettihalli, Mulbagal
Doddahonasettihalli là một làng thuộc tehsil Mulbagal, huyện Kolar, bang Karnataka, Ấn Độ.